# Thenus
Genre
Thenus est un genre de crustacés de l'ordre des décapodes (les décapodes ont cinq paires de pattes), de la famille des Scyllaridae (les « cigales de mer »). 

## Liste des espèces
Selon World Register of Marine Species (23 février 2015) :
- Thenus australiensis Burton & Davie, 2007
- Thenus indicus Leach, 1816
- Thenus orientalis (Lund, 1793) - « cigale raquette »
- Thenus parindicus Burton & Davie, 2007
- Thenus unimaculatus Burton & Davie, 2007